# هانس ولکر
هانس ولکر (انگلیسی: Hans Welker; ۲۱ اوت ۱۹۰۷ – ۲۴ ژوئیهٔ ۱۹۶۸) بازیکن فوتبال اهل آلمان بود.
از باشگاه‌هایی که در آن بازی کرده‌است می‌توان به باشگاه فوتبال بایرن مونیخ اشاره کرد.
وی همچنین در تیم ملی فوتبال آلمان بازی کرده‌است.